# 霧笛が俺を呼んでいる (映画)
『霧笛が俺を呼んでいる』（むてきがおれをよんでいる）は、1960年7月9日に公開された日本映画。主演：赤木圭一郎。監督：山崎徳次郎。製作・配給：日活。カラー、シネマスコープ（2.35:1）、80分。英語題は "The Call of the Foghorn"。
公開翌年の1961年に事故死した赤木圭一郎の代表作のひとつである。また、当時の日活の「無国籍アクション」と評された作品群のひとつでもあり、港町・横浜を舞台に船乗りの男を主人公に配したいわゆる「マドロスもの」である。「サスペンスタッチの異色アクション」、「ミステリー・ロマン」として宣伝された。赤木の歌った主題歌『霧笛が俺を呼んでいる』もヒット曲となった。

## 製作
吉永小百合の初期出演作のひとつである。吉永にとってクレジットされた映画作品として4作目で、日活専属では2作目であるが、本作タイトルバック上や当時の宣伝ポスターなどには「新人」とクレジットされた。
横浜港、バンドホテル、港の見える丘公園、社会保険横浜中央病院、横浜海岸教会前、響橋の路上に加え、三浦市内の海岸、城ヶ島大橋、東京の日活国際会館などでロケーション撮影がおこなわれた。
劇中で赤木演じる主人公が愛用する自動車はオースチン・ヒーリー100。

## ストーリー
少年院上がりの一等航海士・杉は、船の故障のために横浜港で足止めを食らう。思わぬ休暇ができた杉は、親友の浜崎の住むアパートをたずねるが、管理人から彼が自殺したと告げられる。杉は浜崎の恋人でクラブ歌手の美也子に出会う。美也子は浜崎の死について「ロープにおもりを付けて海に飛び込んだと聞いている」と杉に教える。また、杉と顔なじみの刑事・森本が現れ、彼に「浜崎はペイ（＝ヘロイン）の密輸で稼いでいた」と明かす。
浜崎が出入りしていたバーのホステス・サリーは杉に「浜崎の死の真相を知っている」と告げたが、刺殺体となって発見される。一方、サリーの同僚・和子も何者かから命を狙われ、杉が救う。一連の出来事に不審を抱いた杉は和子から真相を聞き出す。浜崎は捜査の手から逃れるため、自分を死んだと見せかけるために、取引相手であるバーの経営者でギャングのボス・渡辺と共謀して、サリーの恋人で渡辺の子分・ジミーを身代わりに殺していた。
杉は2人の命が危ないことを察し、勤務する船「すずらん丸」に和子を、杉が滞在する「バンドホテル」に美也子をかくまったのち、渡辺が経営するバーに乗り込む。渡辺はこともなげに「浜崎は生きている」と告げる。杉は渡辺の子分に連れられて浜崎の隠れ家をたずねる。浜崎は杉が美也子と会ったことをなじり、彼女の解放を求めて杉を密輸の仲間に誘うが、親友の変貌に失望した杉は怒って立ち去る。
杉が渡辺とグルになって美也子を拉致したと思い込んだ浜崎は「バンドホテル」の杉の部屋に乗り込む。杉は美也子が出勤先のナイトクラブにいることを教え、彼に酒をすすめて誤解を解く。そこに入院中の病院を抜け出した浜崎の妹・ゆき子が現れる。妹に合わせる顔のない浜崎は身を隠す。杉との会話で兄が生きていることを理解したゆき子は「殺される前に自首してほしい」と泣く。やがて森本が「すずらん丸」に現れて「浜崎のために若いヘロイン中毒者が多く発生している」とさとし、浜崎の居所を明かすよう杉に迫る。森本ははじめから浜崎が生きていることをつかんでおり、捜査進展のために杉を利用していたのだった。
杉と美也子は森本ら刑事を連れ、浜崎が隠れる高層ホテルに乗り込む。浜崎はヘロインの売上金を持って国外脱出を図り、ホテルの窓から窓拭き用のゴンドラを伝って外へ逃げようとするが追いつかれ、逮捕される。そこへ売上金を取り返そうと渡辺の一味が現れ、三つ巴の銃撃戦となる。混乱に乗じてふたたび逃げようとした浜崎を、杉は撃つ。浜崎はそのはずみで非常階段から転落する。
杉が出航する朝、美也子が見送りにやって来る。杉は「当分日本に戻ることはない」と告げて船に乗り込む。

## キャスト
- 杉敬一：赤木圭一郎
- 美也子：芦川いづみ
- 浜崎守雄：葉山良二
- 森本（刑事）：西村晃
- 浜崎ゆき子：吉永小百合（新人）
- 和子（バー「35ノット」のホステス）：堀恭子
- 渡辺（「35ノット」の経営者・ギャングのボス）：内田良平
- 柳田（「カサブランカ」の支配人・渡辺の側近）：二本柳寛
- 勝（渡辺の乾分・殺し屋）：深江章喜
- サリー（バー「35ノット」のホステス）：天路圭子
- 北川（渡辺の乾分）：沢井杏介
- 牧野（刑事）：木崎一郎
- アパートの管理人：深水吉衛
- ジミー＝河出（渡辺の乾分・サリーの恋人）：弘松三郎
- 渡辺の乾分：野呂圭介
- ガラス窓ふきの男：木崎順
- 「35ノット」の客（船員）：八代康二
- 半田（トラック運転手・「35ノット」の常連客）：柴田新
- 杉の仲間A（航海士）：英原穣二
- 渡辺の乾分：柳瀬志郎
- 麻薬中毒の娘の母親：原恵子
- 宮本（ゆき子が入院している病院の看護婦）：須田喜久代
- 娘（連行される麻薬中毒者）：福田文子
- 杉の仲間B（船員・「35ノット」の常連客）：川辺健三
- 渡辺の乾分：河瀬正敏、高田保、大須賀更生、志方稔、世良馨、加村裕之
- ホテルのボーイ：藤沢健男[7]

## スタッフ
- 監督：山崎徳次郎
- 企画：水の江瀧子
- 脚本：熊井啓

- 撮影：姫田真佐久
- 照明：岩木保夫
- 録音：橋本文雄

- 美術：木村威夫
- 編集：鈴木晄
- 助監督：鍛冶昇

- 音楽：山本直純
- 主題歌：赤木圭一郎『霧笛が俺を呼んでいる』（ポリドール・レコード 作詞：水木かおる 作曲：藤原秀行）
- 技斗：峰三平